# Lukas Kačavenda
Lukas Kačavenda (* 2. März 2003 in Zagreb) ist ein kroatischer Fußballspieler.

## Karriere

### Verein
Kačavenda begann seine Karriere beim NK Kustošija. Zur Saison 2015/16 wechselte er zu Dinamo Zagreb. Zur Saison 2017/18 kam er in die Jugend von Lokomotiva Zagreb. Im Oktober 2020 stand er erstmals im Profikader Lokomotivas, kam aber noch nicht zum Einsatz. Im April 2021 gab er gegen Hajduk Split schließlich sein Debüt in der 1. HNL. Bis zum Ende der Saison 2020/21 absolvierte er zehn Partien im kroatischen Oberhaus. In der Saison 2021/22 kam er zu 31 Einsätzen, in denen er sechs Tore erzielte. In der Saison 2022/23 absolvierte er 15 Spiele.
Nach weiteren vier Einsätzen zu Beginn der Saison 2023/24 wechselte Kačavenda im August 2023 leihweise zurück zu Dinamo Zagreb. Dort verpasste er aber den gesamten Rest der Saison aufgrund einer Knie-Operation. Dennoch wurde der Mittelfeldspieler im August 2024 fest von Dinamo verpflichtet. In der Saison 2024/25 absolvierte er nach seiner Genesung anschließend 24 Erstligapartien für Dinamo und lief auch sechsmal für das Team in der UEFA Champions League auf.
Zur Saison 2025/26 wechselte Kačavenda leihweise zum österreichischen Bundesligisten LASK.

### Nationalmannschaft
Kačavenda debütierte im September 2021 im kroatischen U-21-Nationalteam. Mit diesem nahm er 2023 an der EM teil. Kroatien schied in der Gruppenphase aus, Kačavenda kam in zwei Partien seines Landes zum Zug.